# Aglomerado de galáxias

Imagem do Telescópio Espacial James Webb de Abell 2744, um aglomerado de galáxias gigante formado pela fusão de pelo menos três aglomerados menores

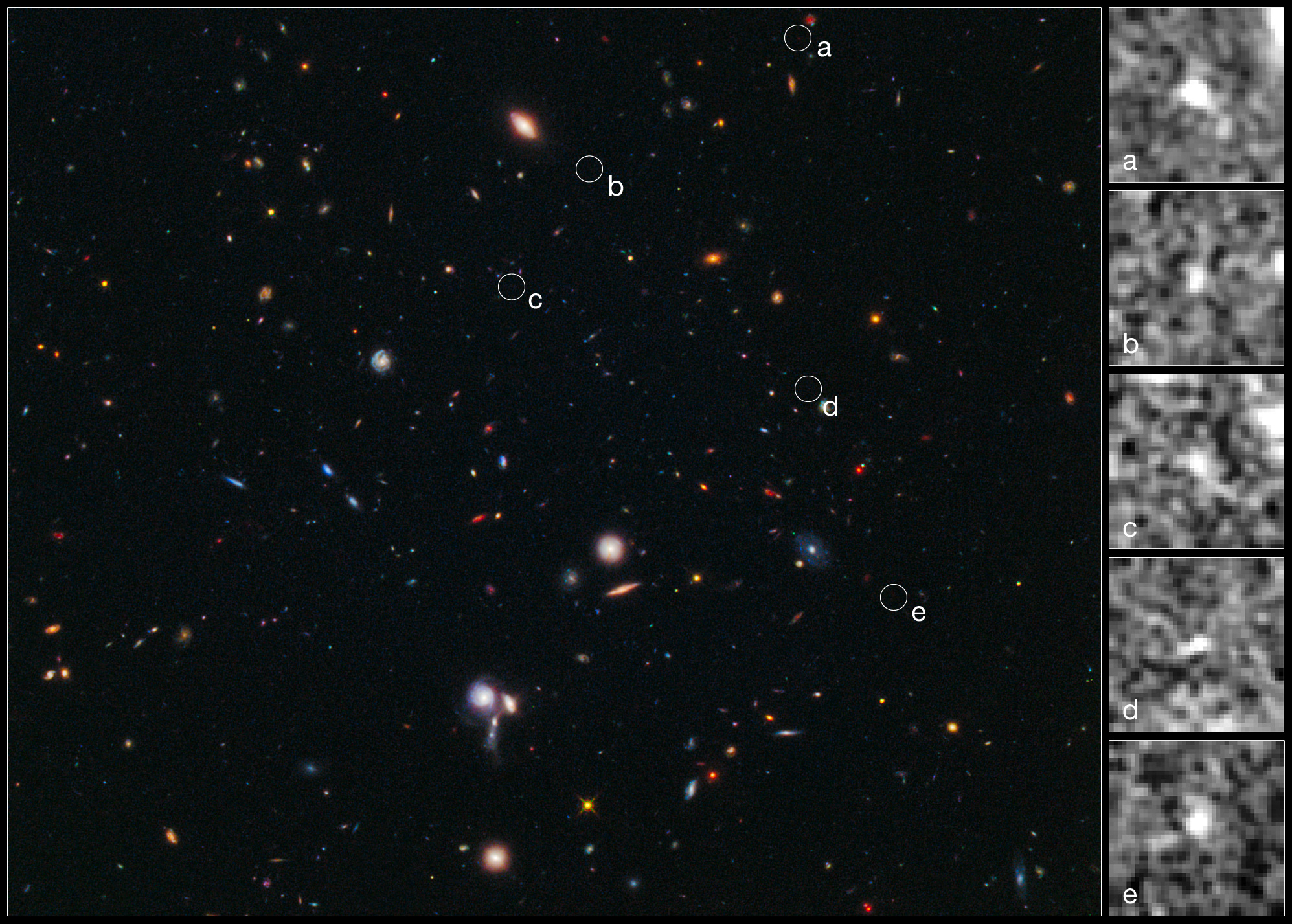
Imagem composta de cinco galáxias agrupadas apenas 600 milhões de anos após a criação do universo, no Big Bang.

Em astronomia, um aglomerado de galáxias é uma estrutura que consiste de um número entre centenas e milhares de galáxias mantidas agrupadas pela gravidade. Até os anos 1980, quando os superaglomerados foram descobertos, esta era considerada a maior estrutura conhecida no universo que está gravitacionalmente reunida.
Uma das características principais dos aglomerados é o meio intra-aglomerado, ou ICM, na denominação em inglês. O ICM consiste de gás aquecido entre as galáxias, a uma temperatura da ordem de 7-9 keV. Os aglomerados de galáxias não devem ser confundidos com aglomerados estelares, como os aglomerados abertos, que são estruturas de estrelas “dentro” das galáxias, ou os aglomerados globulares, que tipicamente orbitam as galáxias. Pequenos agregados de galáxias são chamados de grupos de galáxias, em vez de aglomerados de galáxias. Os grupos e aglomerados podem por sua vez se reunirem para formar superaglomerados.
Aglomerados de galáxias notáveis no Universo relativamente próximo incluem os Aglomerados de Virgem, Fornax, Hércules e Coma Berenices. Um agregado muito grande de galáxias conhecido como o Grande Atrator, dominado pelo Aglomerado do Esquadro, tem massa suficiente para afetar a expansão local do Universo. Aglomerados de galáxias notáveis no Universo distante e com alto desvio para o vermelho incluem SPT-CL J0546-5345 e SPT-CL J2106-5844, os mais massivos aglomerados de galáxias já encontrados no Universo. Nos últimos anos, eles também foram considerados locais relevantes de aceleração de partículas, uma característica que foi descoberta pela observação de emissões difusas de rádio não térmicas, como halos de rádio e relíquias de rádio (radio relics). Utilizando-se o Observatório de raios-X Chandra, estruturas como frentes frias, ondas de choque e mini-halos também foram encontradas em muitos aglomerados de galáxias.
Em 2019, astrônomos anunciaram a descoberta de dois aglomerados a ponto de colidirem. Eles estão a apenas 300-600 milhões de anos de impacto e levarão bilhões de anos para se fundirem.

## Propriedades básicas
Os aglomerados de galáxia possuem tipicamente as seguintes propriedades:
- Eles contêm de 50 a 1 000 galáxias, gás quente emissor de raios-X e grandes quantidades de matéria escura.[4] Detalhes são discutidos na seção “Composição”.
- A distribuição desses três componentes é aproximadamente a mesma no aglomerado.
- Eles possuem massas totais de 1014 a 1015 massas solares.
- Eles tipicamente têm um diâmetro de 2 a 10 Mpc.
- A distribuição de velocidades para as galáxias individualmente é de cerca de 800–1000 km/s.

## Classificação
Os aglomerados de galáxias são basicamente classificados como aglomerados ricos e aglomerados pobres. Um aglomerado pobre contém um total de aproximadamente 100 galáxias, enquanto um aglomerado rico possui aproximadamente 1000 galáxias. A Via Láctea pertence ao grupo de aglomerados pobres, chamado Grupo Local, que possui um total de 54 galáxias.
Os aglomerados ricos possuem outras classificações, pois em um cenário de formação de estruturas hierárquicas, os aglomerados são estruturas relativamente recentes, sendo então objetos de importante estudo. Vários sistemas de classificação foram propostos para esses tipos de aglomerados, baseados em critérios como a riqueza do aglomerado, a distribuição das galáxias mais brilhantes, a presença de galáxias cD (galáxias elípticas gigantes) ou a presença de subaglomerados.
Rood & Sastry (1971) e Struble & Rood (1982) propuseram uma classificação baseada na distribuição espacial das 10 galáxias mais brilhantes.
Bautz & Morgan (1970) classificaram os aglomerados ricos em relação à diferença de magnitudes entre as galáxias mais brilhantes da seguinte forma:
- Tipo I – Galáxia gigante central (A2199);

- Tipo II – Caso intermediário, E/cD (Coma)

- Tipo III – Nenhuma galáxia dominante (Virgo, Hércules).

Por fim, Abell (1976) classifica os aglomerados em relação às densidades superficiais (riqueza) da seguinte forma:
- Ricos: R = 5 (mais de 300 galáxias), R = 4 (200 a 299 galáxias), R = 3 (130 a 199 galáxias), R = 2 (80 a 129 galáxias);

- Intermediários: R = 1 (50 a 79 galáxias);

- Pobres: R = 0 (30 a 49 galáxias).

Os aglomerados de galáxias também são classificados como regulares, intermediários e irregulares. Os aglomerados regulares possuem uma concentração de galáxias em seu centro e possuem uma distribuição esférica. Os aglomerados irregulares não possuem um formato bem definido e as galáxias estão distribuídas de forma aleatória. Os aglomerados intermediários são uma transição entre os dois casos, regulares e irregulares.
O aglomerado de Coma é o exemplo mais próximo de um aglomerado rico e regular, localizado a 300 milhões de anos-luz, possuindo mais de 1000 galáxias vistas em placas fotográficas. Esses tipos de aglomerados ricos e regulares contêm, em sua maioria, galáxias elípticas e lenticulares. Já os aglomerados ricos e irregulares possuem um número maior de galáxias espirais, como por exemplo o aglomerado Virgo.

## Composição
Há três componentes principais em um aglomerado de galáxias, conforme mostrado abaixo:
| Nome do componente                                | Fração da massa | Descrição                                                                                                   |
| ------------------------------------------------- | --------------- | --- |
| Galáxias                                          | 1%              | Em observações óticas somente as galáxias são visíveis.                                                     |
| Gás intergaláctico em meio intra-aglomerado (ICM) | 9%              | Plasma entre as galáxias a alta temperatura – emite raios-X pelo mecanismo térmico bremsstrahlung.          |
| Matéria escura                                    | 90%             | Componente mais massivo, não pode ser detectado oticamente, sendo inferido pelas interações gravitacionais. |

Os aglomerados ricos do catálogo de Abell possuem uma massa total de aproximadamente {\displaystyle 10^{15}} Mꙩ, e sua composição em termos de massa possui três componentes principais:
- Matéria escura: sua composição não é conhecida e acredita-se que não seja bariônica, correspondendo de 80 a 85% da massa total dos aglomerados ricos. É detectada indiretamente por lentes gravitacionais e por efeitos dinâmicos.

- Meio intra-aglomerado: é composto principalmente por um plasma difuso com temperatura da ordem de {\displaystyle 10^{7}} a {\displaystyle 10^{8}} Kelvin e densidade da ordem de {\displaystyle 10^{-2}} a {\displaystyle 10^{-3}} partículas/{\displaystyle \mathrm {cm} ^{3}}. É detectado principalmente através da emissão de raios-X e corresponde a aproximadamente 13 a 16% da massa total desses aglomerados.

- Galáxias: as galáxias são detectadas em vários comprimentos de onda, como o visível e o infravermelho. Correspondem a aproximadamente 2 a 3% da massa total desses aglomerados.

A tabela abaixo (Bahcall, 1999) indica a porcentagem de galáxias nos tipos de aglomerados ricos em relação ao tipo morfológico:
| Tipo morfológico | Regular | Intermediário | Intermedário | Campo |
| ---------------- | ------- | ------------- | ------------ | ----- |
| Elíptica         | 35%     | 20%           | 15%          | 10%   |
| Lenticular       | 45%     | 50%           | 35%          | 20%   |
| Espiral          | 20%     | 30%           | 50%          | 70%   |
| (E+S0)/Sp        | 4,0     | 2,3           | 1,0          | 0,5   |

### Gás intra-aglomerado
O gás intra-aglomerado, em sua maioria, encontra-se em uma fase rarefeita devido à baixa densidade e altamente ionizado devido à alta temperatura. Esse gás pode ser observado de três formas:
- Efeito ram-pressure : é o efeito de pressão sobre o gás mais frio no interior das galáxias e nas partículas relativísticas emitidas por núcleos ativos (AGN’s).

- Emissão bremsstrahlung (ou free-free): como o gás é praticamente todo ionizado devido à baixa densidade e alta temperatura, o espalhamento dos elétrons livres produz a radiação bremsstrahlung, que é observada em raios-X.

- Efeito Sunyaev–Zel’dovich: esse efeito se dá pela interação da radiação cósmica de fundo com os elétrons do gás intra-aglomerado através do efeito Compton inverso, na qual os elétrons perdem energia e os fótons que atravessam os aglomerados se tornam mais energéticos.

#### Observação em raios-X
Os aglomerados ricos são potentes fontes de emissão em raios-X. A partir da detecção das linhas de ferro em torno de 6,8 keV e da diminuição da radiação cósmica de fundo, foi demonstrado que o principal mecanismo de emissão é bremsstrahlung térmico.
Para o plasma ionizado, rarefeito e quente, a emissividade bremsstrahlung  (Rybicki & Lightman, 1985) é dada por:
{\displaystyle \varepsilon _{\nu }=6,842\times 10^{-38}Z^{2}n_{e}n_{i}T^{-1/2}e^{-h\nu /kT}g(E,T)ergs^{-1}cm^{-3}Hz^{-1}}, sendo que para energias muito altas, a emissividade decresce exponencialmente.
No espectro desses aglomerados, além do contínuo térmico, há também perda de energia através das linhas de emissão de metais altamente ionizados, como o Fe, Ni, Mg, S, Si, O, etc. Quanto maior a temperatura do plasma, mais proeminente serão as linhas de emissão dos elementos com maior potencial de ionização. Para uma temperatura superior a 1,5 keV, as linhas mais proeminentes são produzidas de Fe XXV e Fe XXVI.
Com a intensidade da emissão de raios-X é possível determinar a densidade do plasma e, através do espectro e da emissividade bremsstrahlung, é possível determinar a temperatura, que pode então indicar fenômenos dinâmicos que estejam ocorrendo no aglomerado (resfriamento radioativo, choques, aquecimento por supernovas ou por AGN’s, etc).

#### Observação em rádio
Fazendo a observação da Radiação Cósmica de Fundo (CMB) em rádio nos aglomerados, em frequências  {\displaystyle \upsilon } < 217 GHz, verifica-se uma deficiência dos fótons da radiação cósmica, ou seja, o aglomerado aparece como uma região de baixa temperatura aparente no mapa da CMB, caracterizando o fenômeno conhecido como efeito Sunyaev–Zel’dovich (ou efeito S-Z, Sunyaev & Zel’dovich, 1980). O efeito S-Z é causado pelo espalhamento Compton inverso, no qual os fótons que atravessam o plasma intra-aglomerado ganham energia, deformando o espectro de corpo negro incidente da radiação cósmica de fundo. Esse espectro se torna mais alargado e se desloca para frequências mais altas.
O efeito S-Z é independente do redshift e, consequentemente, independente da distância, pois o sinal observado vem, de fato, da radiação cósmica de fundo, que é a radiação gerada no início do Universo e que permeia todo o Universo independente do redshift. Portanto, o plasma do aglomerado apenas espalha os fótons da CMB.
As observações do efeito S-Z, assim como as observações em raios-X, dão informações sobre a densidade e a temperatura do plasma intra-aglomerado. Combinando os modelos das observações em raios-X e em rádio, é possível estimar o tamanho físico desses aglomerados e também a sua distância, sem a utilização da Lei de Hubble.

## Distribuição espacial
Em muitos casos, a distribuição radial de galáxias apresenta irregularidades que foram interpretadas como evidências de subestruturas (Baier, 1977). Analisando a distribuição projetada das galáxias, foi estimado que pelo menos a metade dos aglomerados ricos apresentam essas subestruturas (não apresentam simetria azimutal com os máximos locais de densidade projetada).

## Determinação de massa

### "Massa faltante"
Para o cálculo da massa total em um aglomerado, é utilizada a relação massa/luminosidade estelar {\displaystyle {\bigl (}M/L_{B})}. Dessa forma, é somada toda a luminosidade de todas as galáxias que realmente pertencem ao aglomerado.
Considerando um aglomerado rico, com aproximadamente 100 galáxias e que em média cada galáxia possui uma luminosidade da ordem de {\displaystyle 10^{10}} Lꙩ, assumindo uma relação {\displaystyle (M/L_{B})} de 10, a massa proveniente das estrelas seria da ordem de {\displaystyle 10^{13}} Mꙩ. Porém, ao comparar com o valor da massa total estimada obtida por efeitos dinâmicos que é da ordem de {\displaystyle 10^{15}} Mꙩ, foi concluído que a massa total que é observada a partir das estrelas é muito menor que a massa total obtida pela dinâmica do aglomerado. Esse fato implica que deva existir uma quantidade de matéria que não é visível denominada matéria escura. Esse fato foi evidenciado primeiramente nos aglomerados de Coma e Virgo, e ficou conhecido com o problema da “massa faltante”. Portanto, a soma das massas das galáxias que é visível não corresponde à massa total do aglomerado.

### Teorema do Virial
Pelo Teorema do Virial, para um sistema gravitacionalmente ligado, considerando um tempo infinito, a soma de duas vezes a energia cinética com a energia potencial desse sistema deve ser nula. Como as galáxias em um aglomerado se movem independentemente umas das outras, é válido esse teorema para os aglomerados.
Para um sistema em que se possa aproximar o aglomerado de galáxias com uma simetria esférica, pelo Teorema do Virial:
{\displaystyle 2K+U=\left({\frac {1}{M}}\right)\sum _{i}m_{i}v_{i}^{2}-\left({\frac {GM}{r_{g}}}\right)=0}
Dessa relação, obtém-se uma forma de estimar a massa do aglomerado:
{\displaystyle M={\frac {r_{g}{\overline {v^{2}}}}{G}}}
Contudo, tanto o raio quanto a velocidade não podem ser medidos observacionalmente e, portanto, essas grandezas são estimadas indiretamente a partir das observações. Em um sistema com simetria esférica, é assumido que as velocidades são isotrópicas, de tal forma que as componentes das velocidades em todas as dimensões são aproximadamente iguais. Na prática, é a dispersão de velocidade que é medida e não a própria velocidade, de forma que é possível relacionar a dispersão de velocidade com a velocidade.
O raio do aglomerado pode ser aproximado pelo raio efetivo, que é o raio que contém a metade da luminosidade total da galáxia. Portanto, esse raio do aglomerado é proporcional ao raio efetivo, de tal forma que a constante de proporção depende da distribuição de massa do aglomerado.
Portanto, pelo Teorema do Virial, é possível determinar a massa do aglomerado pela seguinte relação:
{\displaystyle M=k_{geo}{\frac {R_{eff}\sigma _{0}^{2}}{G}}}, onde {\displaystyle \sigma _{0}^{2}} é  a dispersão de velocidade, {\displaystyle R_{eff}} é o raio efetivo do aglomerado (para aglomerados aproximadamente esféricos) e {\displaystyle k_{geo}} é a constante de proporção.

### Lentes gravitacionais
Através das lentes gravitacionais, é possível estimar a massa total do aglomerado (gás + galáxias + matéria escura). Este método não depende do estado dinâmico do aglomerado, mas é sensível a toda massa na linha de visada.
O método das lentes gravitacionais consiste em um corpo maciço que desvia a trajetória da radiação eletromagnética de um objeto que se encontra mais distante desse corpo maciço (lente gravitacional), e consequentemente, mais distante do observador. Somente com a Teoria da Relatividade Geral foi possível prever corretamente o desvio na trajetória da radiação eletromagnética na presença de um corpo maciço. Esse corpo maciço, nesse caso, é o aglomerado na qual se está interessado em estudar, ou seja, o aglomerado é a própria lente gravitacional.
Fazendo uma análise geométrica em conjunto com a Teoria da Relatividade Geral, é possível estimar a massa de um aglomerado próximo, considerando que as distâncias entre lente-fonte e observador-fonte são muito maiores que que a distância entre observador-lente:
{\displaystyle {\mathcal {M}}(<\theta _{E})=1,2\times 10^{12}{\frac {D_{OL}}{100Mpc}}\left({\frac {\theta _{E}}{10''}}\right)M\odot }, onde {\displaystyle D_{OL}} é a distância observador-lente e {\displaystyle \theta _{E}} é o raio de Einstein. Essa expressão para determinação da massa é válida para aglomerados próximos, cuja massa está contida nesse raio de Einstein.

## Efeitos dos aglomerados nas galáxias
Os aglomerados causam efeitos nas galáxias, e as galáxias também causam efeitos nos aglomerados. Esses efeitos são: galáxias cD (elípticas gigantes), luminosidade difusa intra-aglomerado, segregação morfológica, efeito Butcher-Oemler, perda de gás por pressão de arraste, decréscimo da taxa de formação estelar, curva de rotação de espirais em aglomerados e metalicidade do gás intra-aglomerado. Esses efeitos, de forma resumida, são mostrados na tabela abaixo: 
| Efeitos do aglomerado nas galáxias | Efeitos das galáxias no aglomerado   |
| ---------------------------------- | ------------------------------------ |
| Segregação morfológica             | Enriquecimento do ICM em metais      |
| Galáxia Gigante (cD)               | Aquecimento do ICM                   |
| Perda de gás das espirais          | Injeção de partículas relativísticas |
| Efeito Butcher-Oemler              | Luz difusa intra-aglomerado          |
| Efeito de maré                     |                                      |

## Galeria

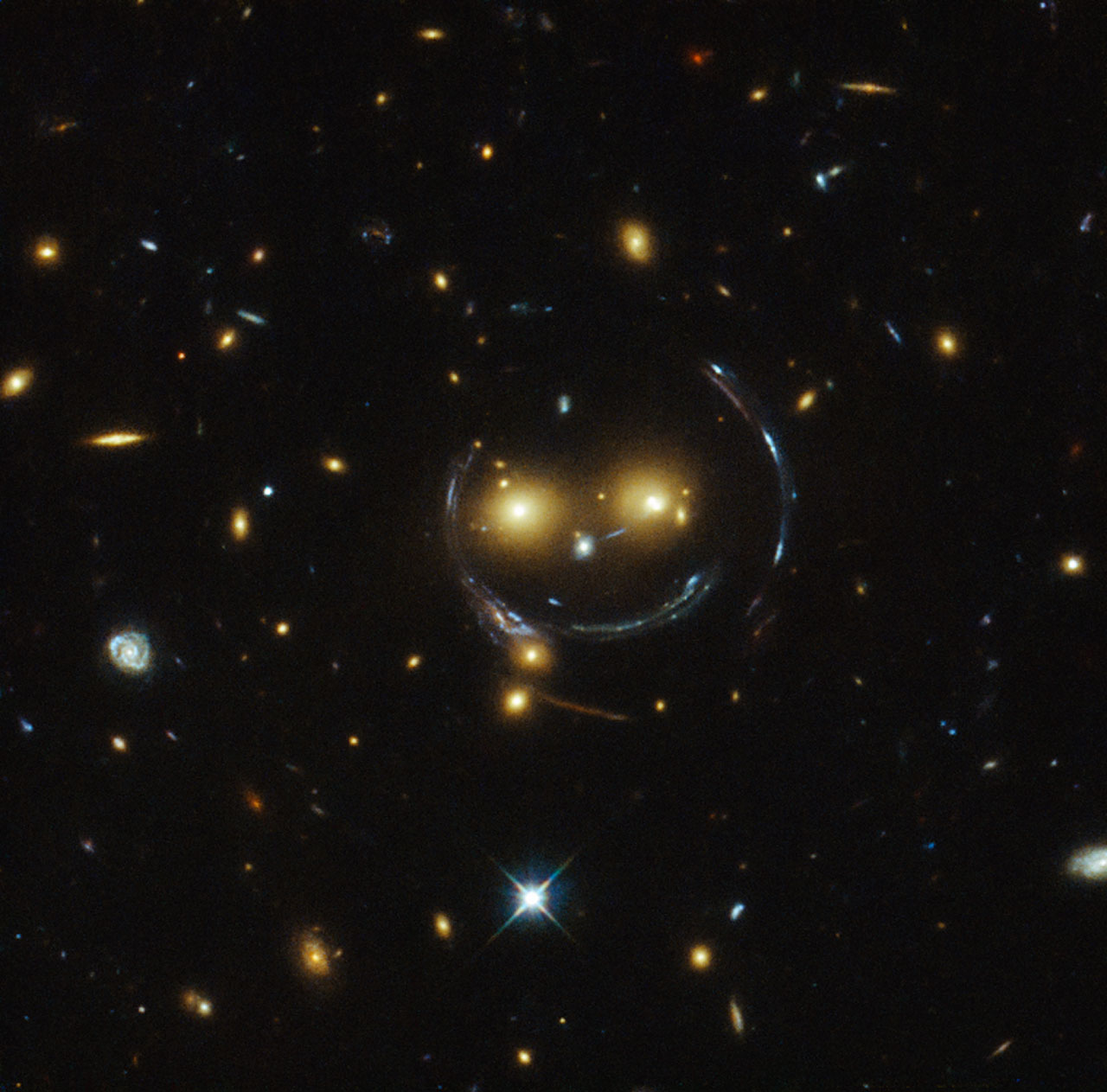
"Imagem de Smiley" – aglomerado de galáxias (SDSS J1038+4849) & lente gravitacional (um anel de Einstein) (Hubble).
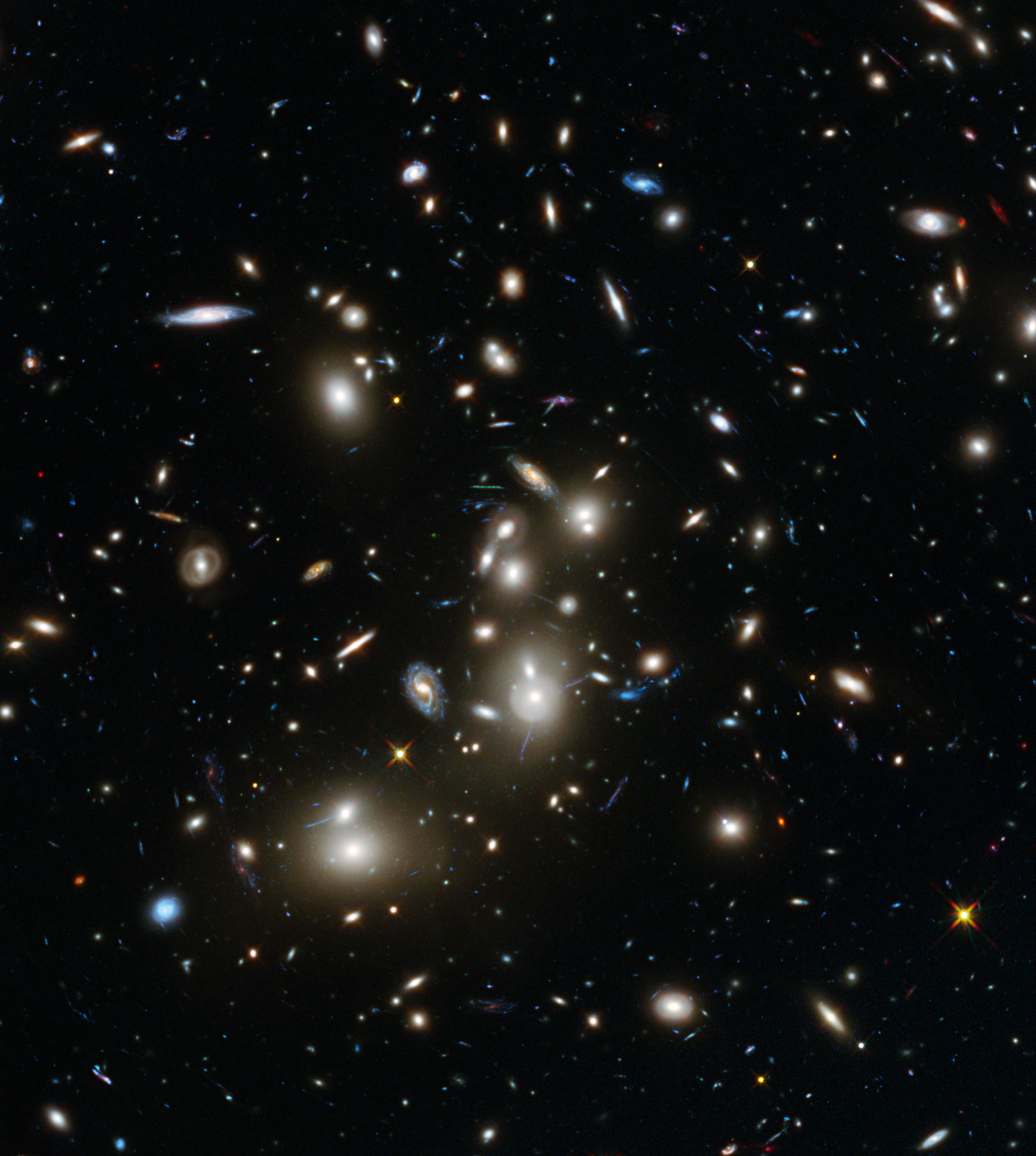
Aglomerado de galáxias Abell 2744 (Hubble).
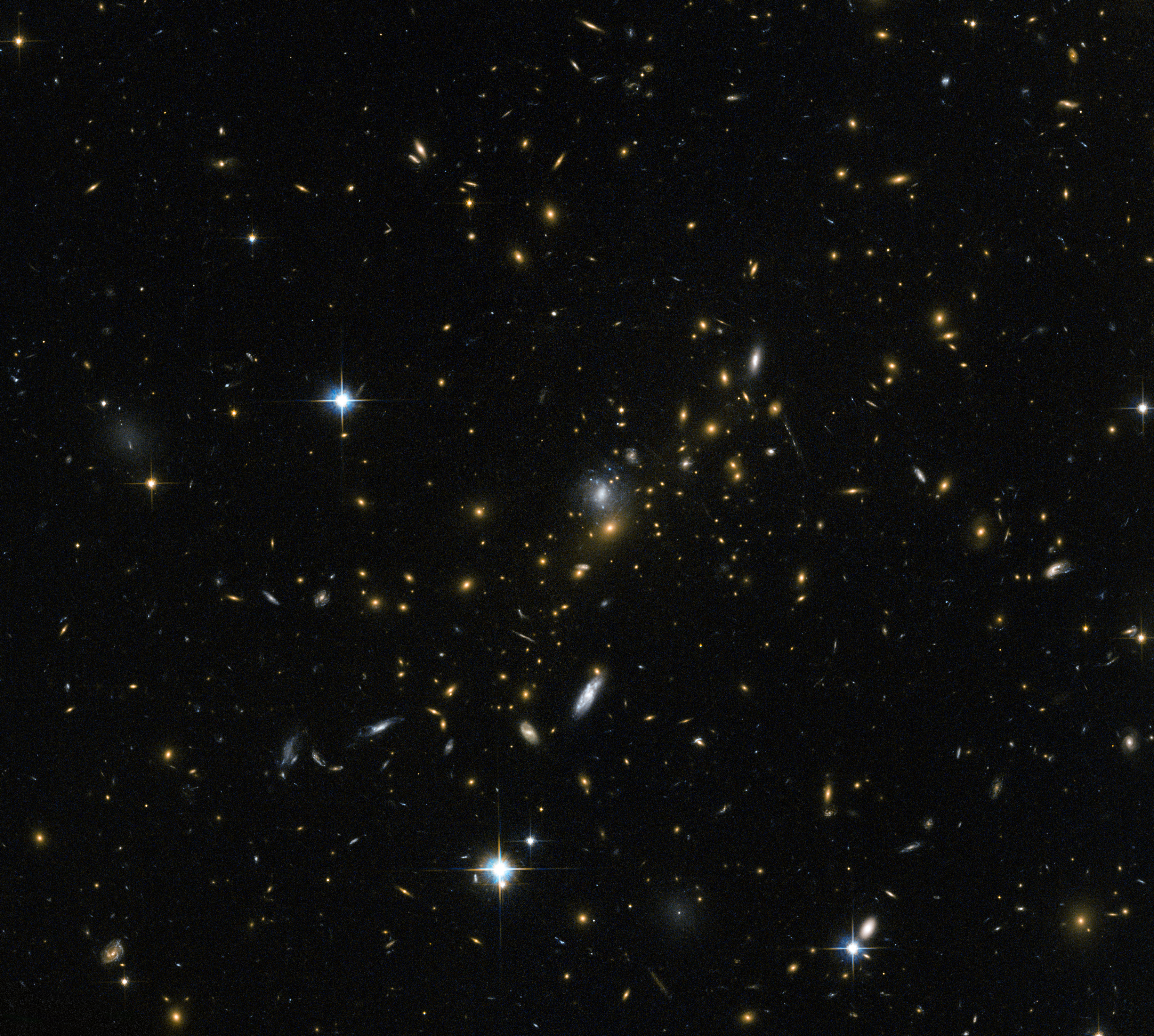
Ampliando o  universo distante.
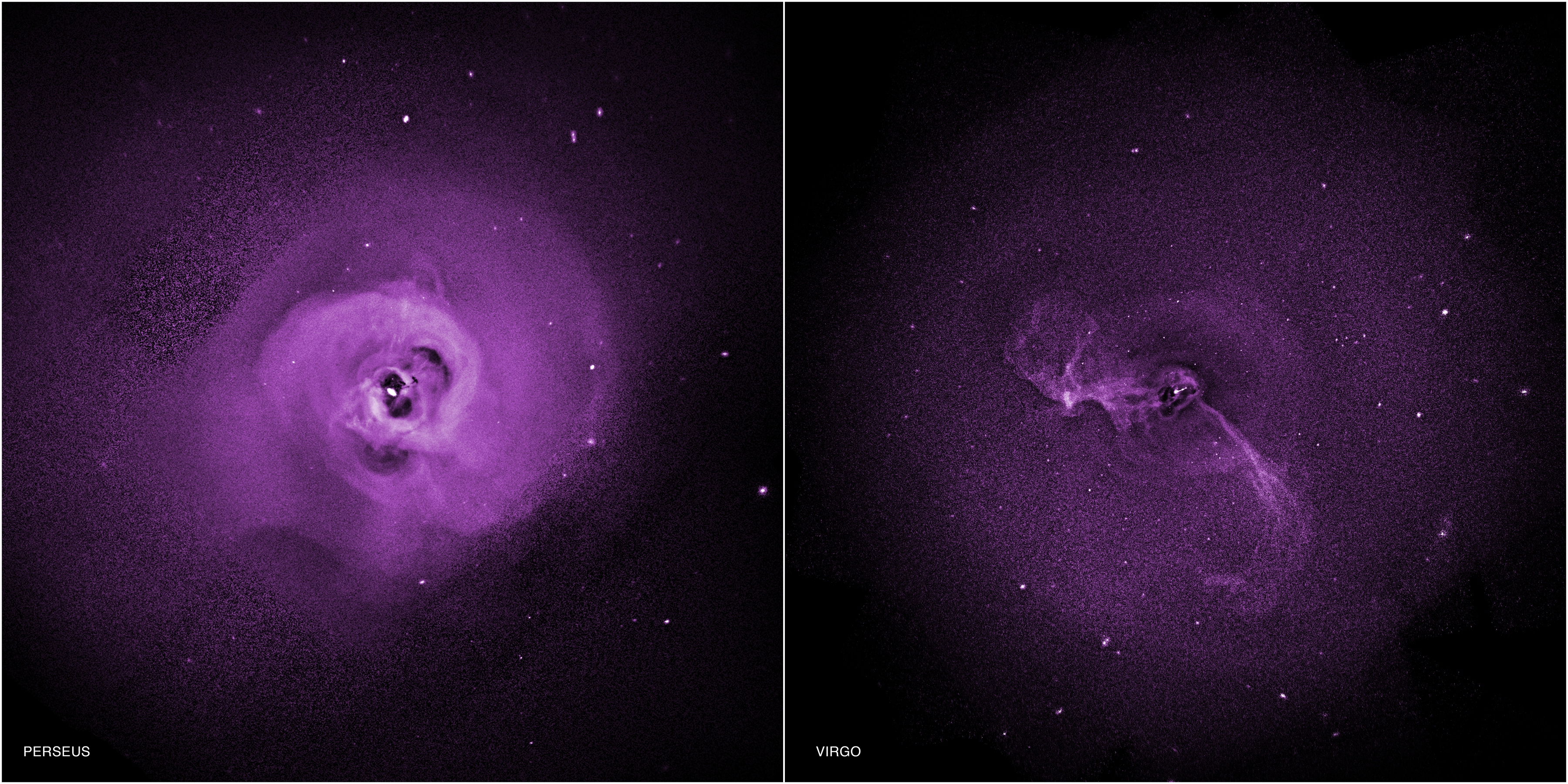
A turbulência pode evitar que os aglomerados de galáxias se resfriem. (Chandra).
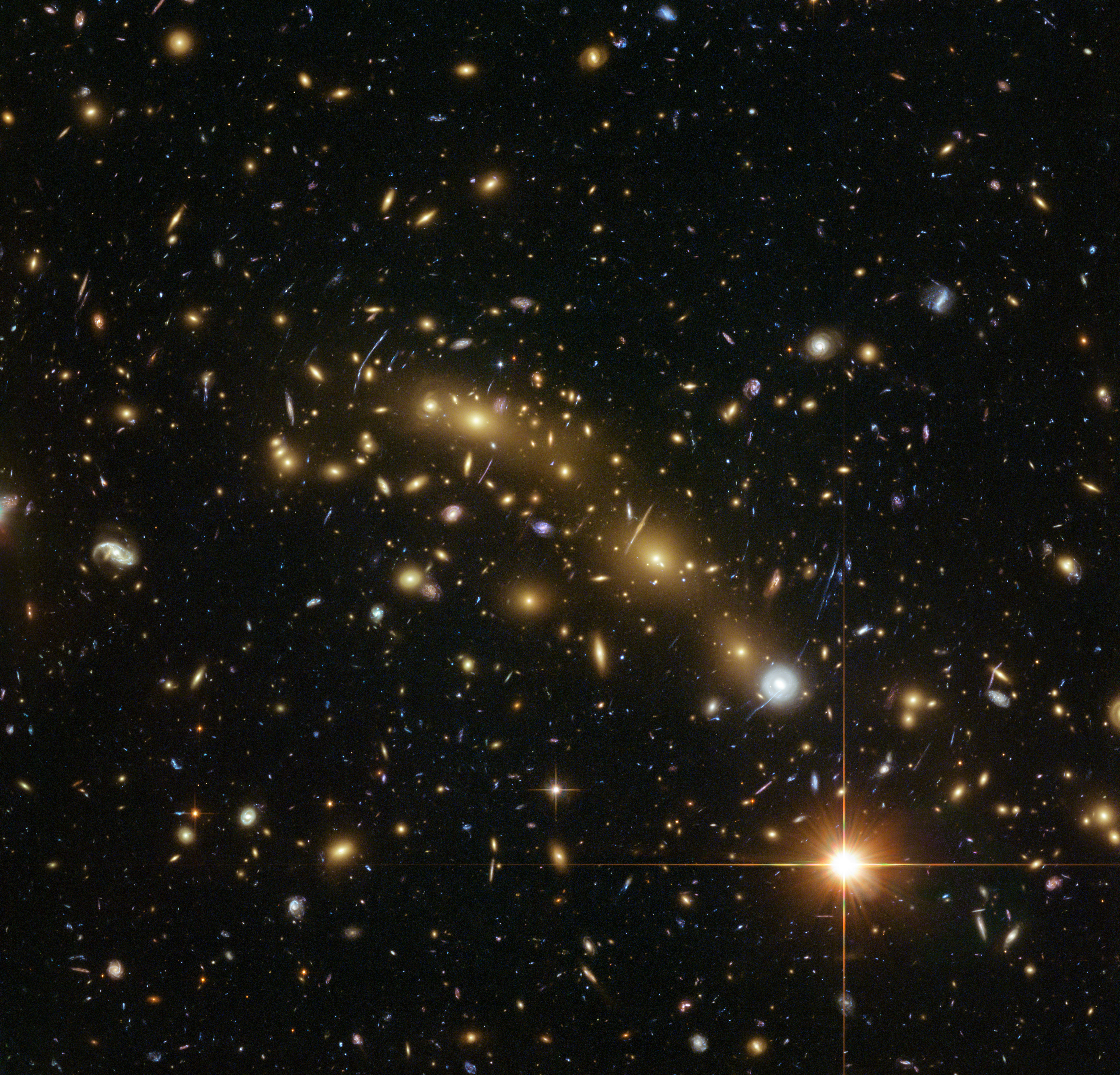
MACS0416.1-2403, visualizado pelo Hubble.
- Vídeo: Formação de um aglomerado de galáxias (concepção artística).